# Tiszatenyő
Tiszatenyő è un comune dell'Ungheria di 1.649 abitanti (dati 2015). È situato nella contea di Jász-Nagykun-Szolnok.